# تورا
تورا شهری در شهرستان ناسره در استان بام در بورکینافاسوی شمالی است و جمعیت آن ۵۴۹ نفر است.